# 南野 (多摩市)
南野（みなみの）は、東京都多摩市の地名。現行行政地名は南野一丁目から南野三丁目。郵便番号は206-0032。

## 地理
多摩市南部に位置する。多摩ニュータウンの第7〜11住区で構成された東西に細長い街で、地域の北端を南多摩尾根幹線が通る。二丁目に恵泉女学園大学、国士舘大学多摩南野キャンパス、一本杉公園（多摩市一本杉公園野球場）、三丁目に多摩市総合福祉センター・アクアブルー多摩がある。

### 地価
住宅地の地価は、2016年（平成28年）1月1日の公示地価によれば、南野2丁目7番3の地点で16万8000円/m2となっている。

## 歴史
1973年（昭和48年）12月1日に町田市と多摩市は多摩ニュータウン区域界を境に境界変更した。この時、町田市小野路町、上小山田町および下小山田町の一部が多摩市に編入され、編入部分は多摩市小野路町、上小山田町、下小山田町となった。一～三丁目の大部分が多摩市に編入された小野路町から、三丁目の一部が同じく多摩市に編入された下小山田町と落合から新設された。

### 地名の由来
多摩市の南に位置すること、従前の地名である小野路町より。

### 沿革
- 1975年（昭和50年）11月1日 多摩市小野路町の一部より、南野二丁目を新設。
- 1977年（昭和52年）2月16日 多摩市小野路町の一部を南野二丁目に編入。
- 1978年（昭和53年）11月1日 多摩市小野路町の一部より、南野一丁目を新設。
- 1981年（昭和56年）7月25日 多摩市小野路町の一部を南野二丁目に編入。
- 1982年（昭和57年）2月16日 多摩市小野路町の一部より、南野三丁目を新設。また、多摩市小野路町の一部を南野二丁目に編入。
- 1983年（昭和58年）2月1日 多摩市下小山田町と落合の一部を南野三丁目に編入。また、多摩市小野路町の一部を南野二・三丁目に編入。

### 町名の変遷
| 実施後     | 実施年月日                                                               | 実施前（各町名ともその一部） |
| ---------- | ------------------------------------------------------------------------ | ---------------------------- |
| 南野一丁目 | 1978年11月1日                                                            | 小野路町                     |
| 南野二丁目 | 1975年11月1日、1977年2月16日、1981年7月25日、1982年2月16日、1983年2月1日 | 小野路町                     |
| 南野三丁目 | 1975年11月1日、1983年2月1日、1983年2月1日                                | 下小山田町、落合、小野路町   |

## 世帯数と人口
2018年（平成30年）1月1日現在の世帯数と人口は以下の通りである。
| 丁目               | 世帯数  | 人口    |
| ------------------ | ------- | ------- |
| 南野一丁目・二丁目 | 446世帯 | 897人   |
| 南野三丁目         | 381世帯 | 911人   |
| 計                 | 827世帯 | 1,808人 |

## 小・中学校の学区
市立小・中学校に通う場合、学区は以下の通りとなる。
| 丁目       | 番地             | 小学校               | 中学校             |
| ---------- | ---------------- | -------------------- | ------------------ |
| 南野一丁目 | 全域             | 多摩市立貝取小学校   | 多摩市立青陵中学校 |
| 南野二丁目 | 1～15番地 22番地 | 多摩市立貝取小学校   | 多摩市立青陵中学校 |
| 南野二丁目 | その他           | 多摩市立西落合小学校 | 多摩市立落合中学校 |
| 南野三丁目 | 1～11番地        | 多摩市立西落合小学校 | 多摩市立落合中学校 |
| 南野三丁目 | その他           | 多摩市立南鶴牧小学校 | 多摩市立鶴牧中学校 |

## 交通

### 鉄道
三丁目の西部は小田急電鉄多摩線唐木田駅が徒歩圏となっている。一丁目、二丁目は多05・永65・66・多01・03系統で永山駅や多摩センター駅に行くのが通常のルートである。

### 道路・橋梁
- 東京都道156号町田日野線（尾根幹線）

## 施設
教育
- 大学
  - 恵泉女学園大学
  - 国士舘大学多摩南野キャンパス（旧・東京都立南野高等学校跡地）

公共施設
- 多摩市総合福祉センター
- アクアブルー多摩（多摩市立温水プール）

公園
- 小野路第一公園
- 一本杉公園
  - 旧有山家・旧加藤家
  - 多摩市一本杉公園野球場
- 南野公園